# Бутово
Бутово е село в Северна България. То се намира в община Павликени, област Велико Търново.

## География
Бутово се намира в централната част на Дунавската равнина на 9 км северозападно от гр. Павликени. Граничи на изток със землището на село Недан, на югоизток – с град Павликени, на юг – със село Върбовка, на запад – със село Горско Косово, а на север – със селата Варана и Градище. Географска забележителност е хълмът Чатала, 410 м надморска височина. В близкото минало мястото е било кът за развлечение и отмора на населението в района и вилна зона.

## История
Съществуват няколко теории за произхода на името „Бутово“. Една от тях е, че то произлиза от тракийската дума „бут“ – крепост. Според друга теория е съществувал голям тракийски вожд, който се казвал Буто.
Историята на селото се свързва предимно с факта, че в миналото тези земи са обитавани от траките (IV век пр.н.е.). Те са оставили богато културно наследство. Археолози от Великотърновския университет са правили разкопки тук през 1966 – 1968 г. В откритите гробници, по-известни като могили и подземни тунели, наподобяващи галерии, са намерени глинени съдове, накити, монети и много други предмети с голяма историческа стойност. От тези разкрития става ясно още, че основен поминък на населението е грънчарството. Те са поставяли вече готовите съдове, направени от глина, в специални пещи и изпичали керамиката. По този начин глинените изделия ставали по-здрави и красиви, като придобивали специфичен червен цвят. Екипът на археолога Богдан Султов полага големи усилия в популяризирането на ценните исторически находки, като прави късометражен филм за тях. Много от находките (предмети и монети) се намират и до днес в Археологическия музей във Велико Търново. В турски документи от XV век се споменава „село Бутрунидже“ към Никополския санджак, а през 1579 г. и като Бутова-и заир и Бутова-и баля съответно „Горно и Долно Бутово“.
През по-късен период селото се развива като селскостопански район. Равнината осигурява развитието на земеделието като основен поминък на населението. Характерно за Бутово били и водениците, разположени по коритото на малката река Ломя, която минава през землището на селото. По-заможните фамилии (Никодимовите, Поповите, Църковци и др.) притежавали водениците, напр. Никодимовата воденица (обслужвала и съседните села Върбовка и Димча). Воденицата се намирала в горната част на селото към местността Чатала. Друга имало и в долната част на селото към с. Недан.
Друг основен поминък на жителите от селото е било тухларството. В началото на XX век се създава тухларницата. На бригадирски начала са се правели ръчно тухли и цигли. През 1950-те години се изгражда и фабриката за тухли. През 1968 г. се открива и новият модерен завод за тухли, построен от италианска фирма, който произвежда различни видове като размер и форма тухли.

## Население
Преброяване на населението през 2011 г.
Численост и дял на етническите групи според преброяването на населението през 2011 г.:
|                     | Численост | Дял (в %) |
| Общо                | 752       | 100,00    |
| Българи             | 658       | 87,5      |
| Турци               | 62        | 8,24      |
| Цигани              | 7         | 0,93      |
| Други               | 8         | 1,06      |
| Не се самоопределят | 0         | 0,0       |
| Неотговорили        | 17        | 2,26      |

## Религии
- В село Бутово живеят православни християни.

## Други
- Ежегодно през първата събота от месец ноември се организира селският събор. Това е ден за веселие и забава. Жените подготвят ястията за трапезата още от предния ден. Прави се курбан за здраве. Приготвят се традиционни гозби като пълнени чушки, зеле с месо, дроб-сърма и др.
- Футболният отбор се казва „Бъдеще“ (Бутово) и се състезава в „А“ Областна футболна група Велико Търново.

## Личности
- Никола Василев (р. 1933), български политик